# Andreas Cassius (Mediziner)
Andreas Cassius (* um 1600 in  Schleswig; † 16. Mai 1673 in Hamburg) war ein deutscher Arzt und Erfinder eines Goldpurpur-Pigments und Verfahrens zum Färben von Glas (Goldrubinglas) und Emaille (Cassius-Gold). Er wirkte in Hamburg und war Leibarzt des Lübecker Fürstbischofs Johann von Schleswig-Holstein-Gottorf in Eutin.
Cassius war Sohn des gleichnamigen Juristen Andreas Cassius. Er studierte in Rostock und Leiden Medizin und wurde dort 1632 promoviert. Seine Methode der Purpurfärbung mit Goldlösung wurde 1685 postum durch seinen Sohn in einem Buch in Hamburg veröffentlicht. Cassius veröffentlichte auch medizinische Abhandlungen.
Er war mit Joachim Jungius befreundet, der ihn zu einem seiner Testamentsvollstrecker bestimmte.